# Phryganoporus
Genre
Phryganoporus est un genre d'araignées aranéomorphes de la famille des Desidae.

## Distribution
Les espèces de ce genre sont endémiques d'Australie.

## Liste des espèces
Selon World Spider Catalog (version 17.0, 08/06/2016) :
- Phryganoporus candidus (L. Koch, 1872)
- Phryganoporus davidleei Gray, 2002
- Phryganoporus melanopygus Gray, 2002
- Phryganoporus nigrinus Simon, 1908
- Phryganoporus vandiemeni (Gray, 1983)

## Publication originale
- Simon, 1908 : Araneae. 1re partie. Die Fauna Südwest-Australiens. Jena, vol. 1, no 12, p. 359-446 (texte intégral).